# Ringsted Amt
Ringsted Amt blev oprettet i 1662 af det tidligere Ringsted Len. Amtet bestod kun af et enkelt herred, nemlig Ringsted. Amtet blev i 1748 lagt sammen med Sorø Amt (1662-1793). Efter reformen af 1793 blev blev området i 1798 en del af det nye større Sorø Amt.

## Amtmænd
- 1683 – 1707: Tage Thott
- 1712 – 1734: Jacob Frants von der Osten
- 1748 – 1754: Heinrich 6. af Reuss-Köstritz
- 1760 – 1764: Frederik Danneskiold-Samsøe
- 1781 – 1784: Carl Adolph Raben
- 1785 – 1798: Vilhelm Mathias Scheel